# Bibliothek des Palazzo Mocenigo

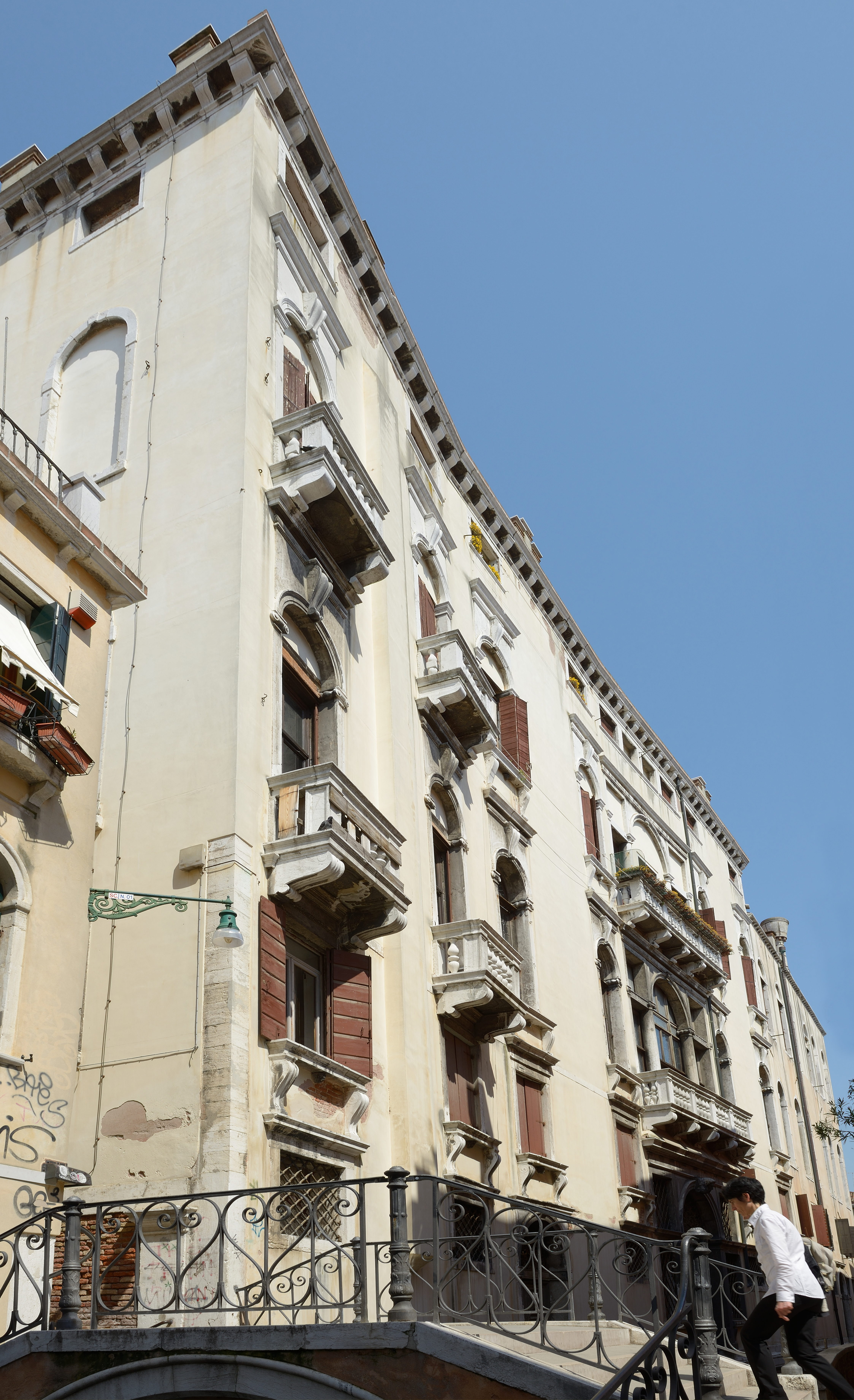
Der Palazzo Mocenigo di S. Stae an der Salizada di San Stae im Sestiere Santa Croce

Die Bibliothek des Palazzo Mocenigo ist eine 1985 in Venedig gegründete Bibliothek, die auch als Biblioteca del Centro Studi di Storia del Tessuto e del Costume bezeichnet wird. Sie befindet sich im Palazzo Mocenigo di S. Stae im Sestiere Santa Croce und befasst sich mit der Geschichte der Textilien sowie der dazugehörigen Bräuche und bietet entsprechende Recherchemöglichkeiten.
Sie basiert auf den Beständen des seinerzeit aufgelösten Centro Internazionale delle Arti e del Costume di Palazzo Grassi, die von der Stadt Venedig 1981 aufgekauft wurden. Dieser Kern bestand aus rund 6.000 Bänden, dazu kommen Modezeitschriften, die am Ende des 18. Jahrhunderts einsetzen. Von erheblicher Bedeutung sind thematisch zugeordnete Figurinen, von denen das Haus 13.000 Exemplare besitzt.
Seit 1986 ist die Bibliothek öffentlich zugänglich. Die beiden Kataloge, also der der Vorgängerinstitution aus dem Palazzo Grassi und der des Hauses, befinden sich im zweiten Lesesaal. Die Büchersammlung umfasst über 20.000 Bände.